# 斯氏擬海豬魚
斯氏擬海豬魚，為輻鰭魚綱鱸形目隆頭魚亞目隆頭魚科的其中一種，分布於印度西太平洋區，從斯里蘭卡至印尼海域，棲息深度12-40公尺，體長可達9.1公分，棲息在礫石底質海域，生活習性不明。

## 擴展閱讀
維基物種上的相關：斯氏擬海豬魚